# Уэда, Кадзуо
Кадзуо Уэда (яп. 植田 和男, род. 20 сентября 1951, Макинохара, Сидзуока, Япония) — японский экономист и государственный деятель, управляющий Центральным банком Японии с 2023 года.

## Биография

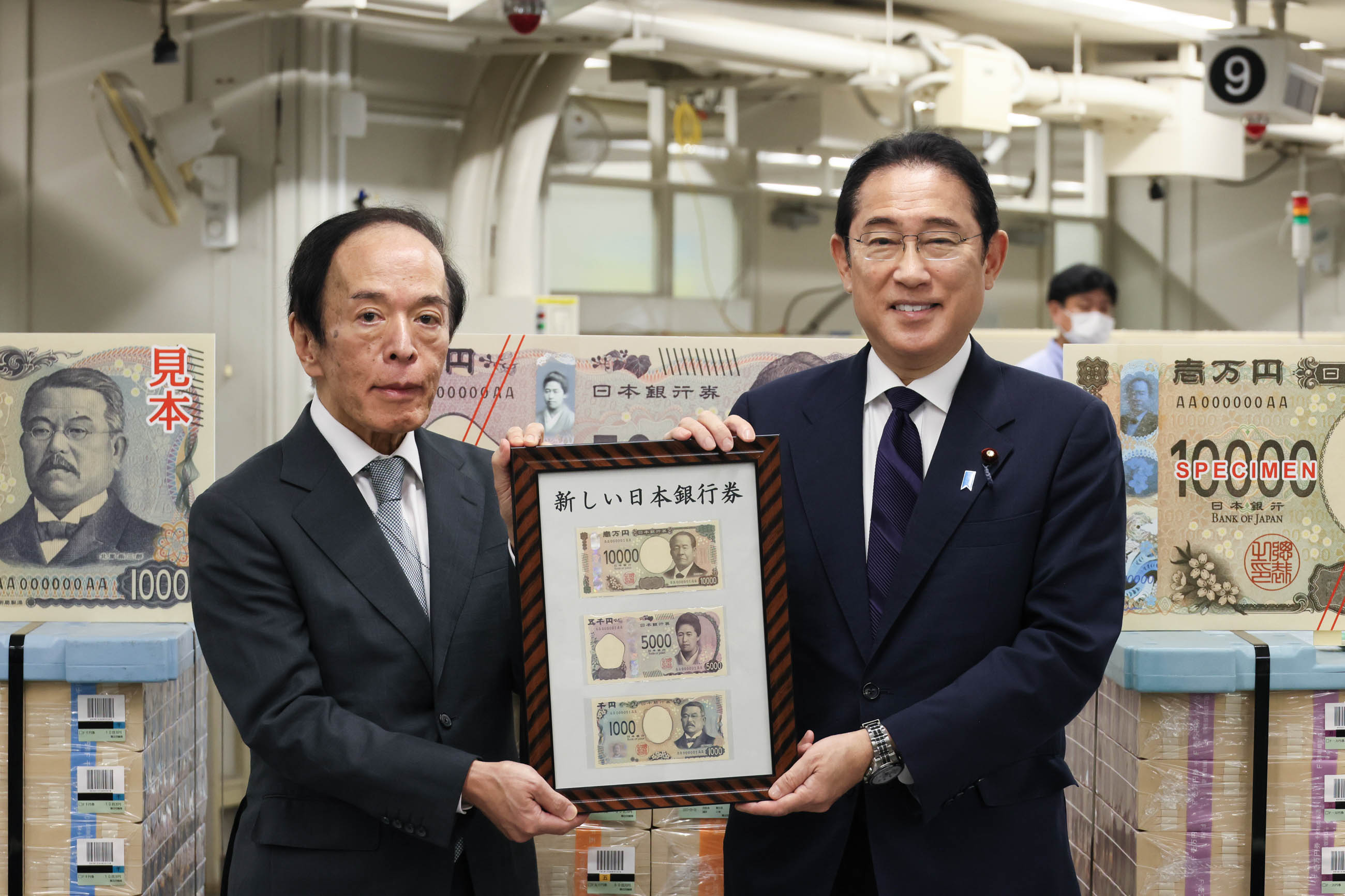
Кадзуо Уэда и премьер-министр Фумио Кисида презентуют новые банкноты. 3 июля 2024 года

Кадзуо Уэда родился 20 сентября 1951 года. Получил математическое образование в Токийском университете, а в 1980 году докторскую степень по экономике в Массачусетском технологическом институте. Преподавал в Университете Британской Колумбии в Канаде. С 1998 по 2005 годы был членом Политического совета Банка Японии.
В августе 2000 года Уэда выступил на заседании Банка Японии, где подверг критике решение Банка отменить политику нулевой процентной ставки, посчитав это решение поспешным и необдуманным.
После работы в Банке Японии Уэда вернулся на работу в Токийский университет. С 2008 является советником исследовательского института при Банке Японии, который проводит исследования в области финансовой теории.
9 апреля 2023 года Кадзуо Уэда вступил в должность Управляющего Банком Японии. Главный секретарь Кабинета министров Хирокадзу Мацуно объяснил выбор его кандидатуры его большим академическим опытом и широкой известностью. Его назначение стало неожиданным, поскольку это первый случай в истории Японии, когда эту должность занимает учёный-экономист, а не выходец Банка Японии или Министерства финансов.